# Hombre de Tabón

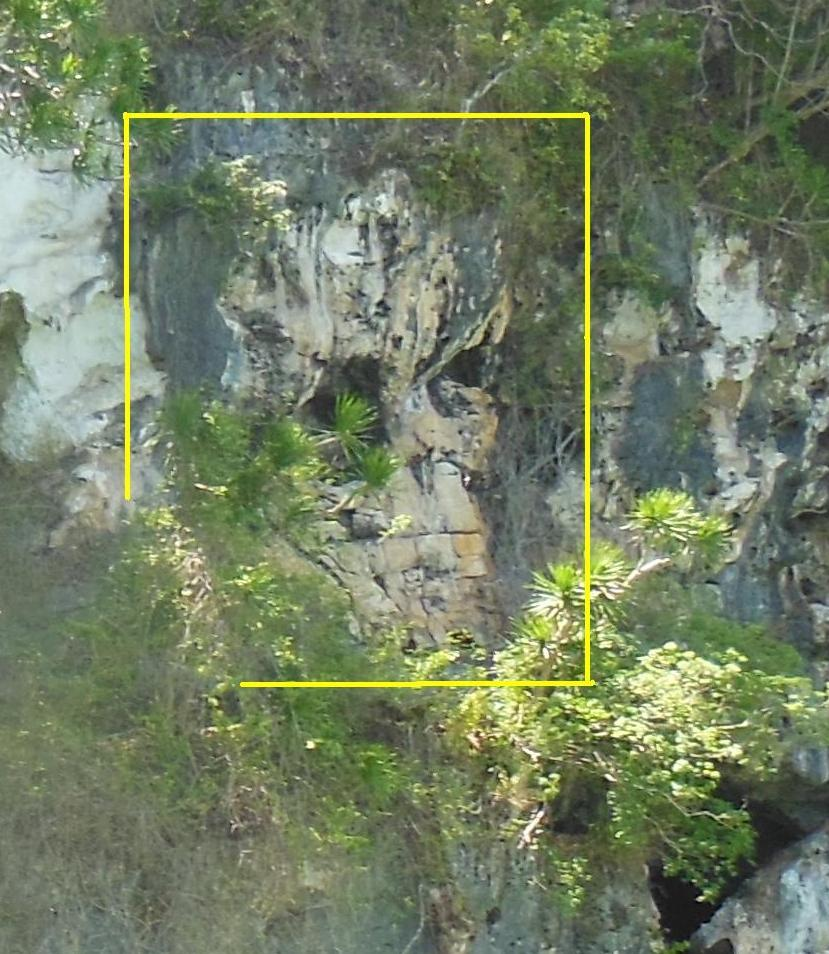
Las cuevas de Tabón, lugar donde se hallaron los restos humanos del Hombre de Tabón.

El descubrimiento del Hombre de Tabón fue un hallazgo que se produjo en las cuevas homónimas de Quezón, provincia de Palawan, en Filipinas, que provocó volver a evaluar totalmente la historia del país. El hombre de Tabón data de la época prehistórica y, con una antigüedad de 22 000 años, son los restos humanos más antiguos hallados en Filipinas hasta el momento.

## Historia

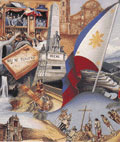
Historia de Filipinas.

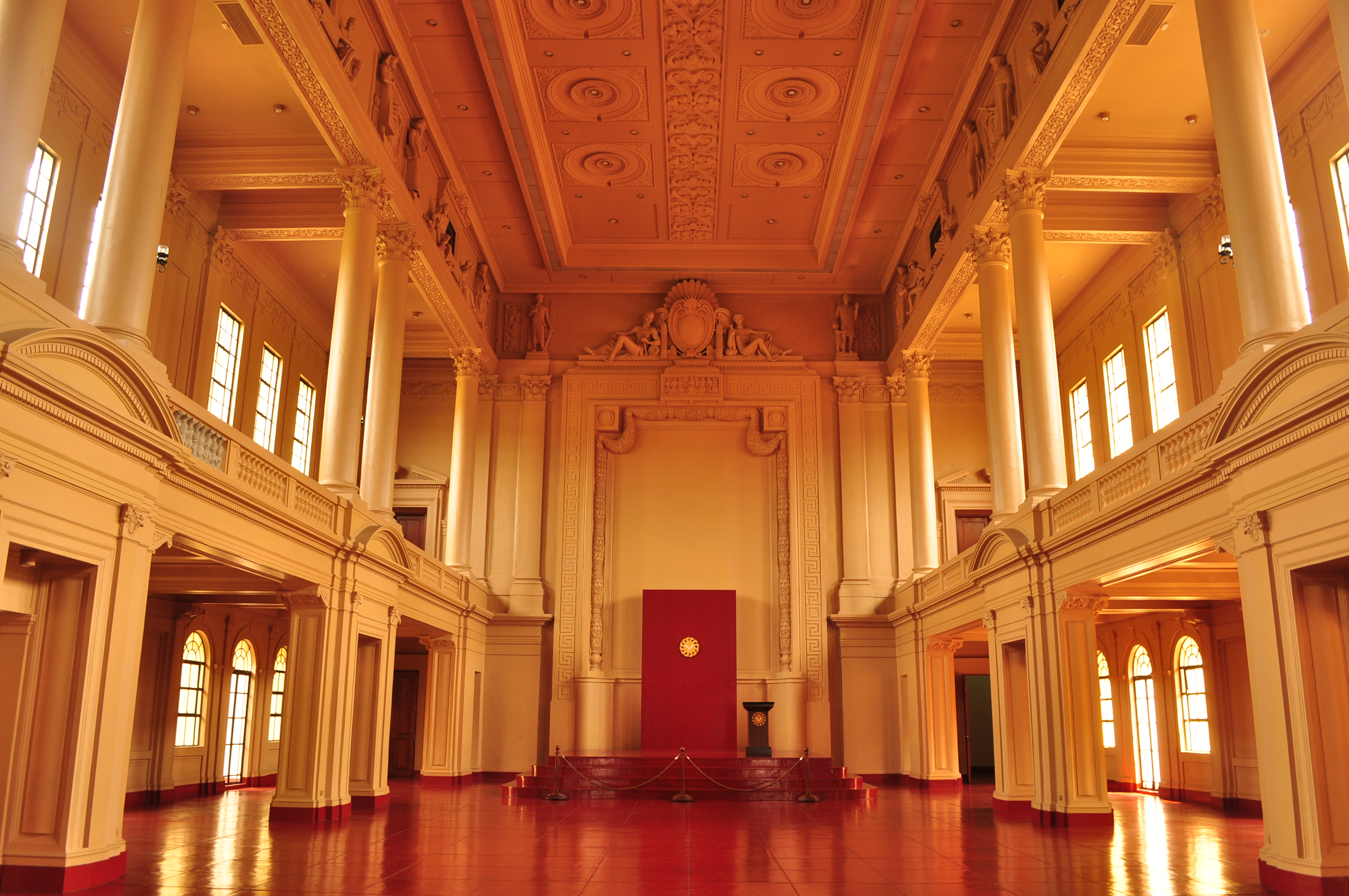
Hall del Museo Nacional de Filipinas, donde actualmente está expuesto el Hombre de Tabón.

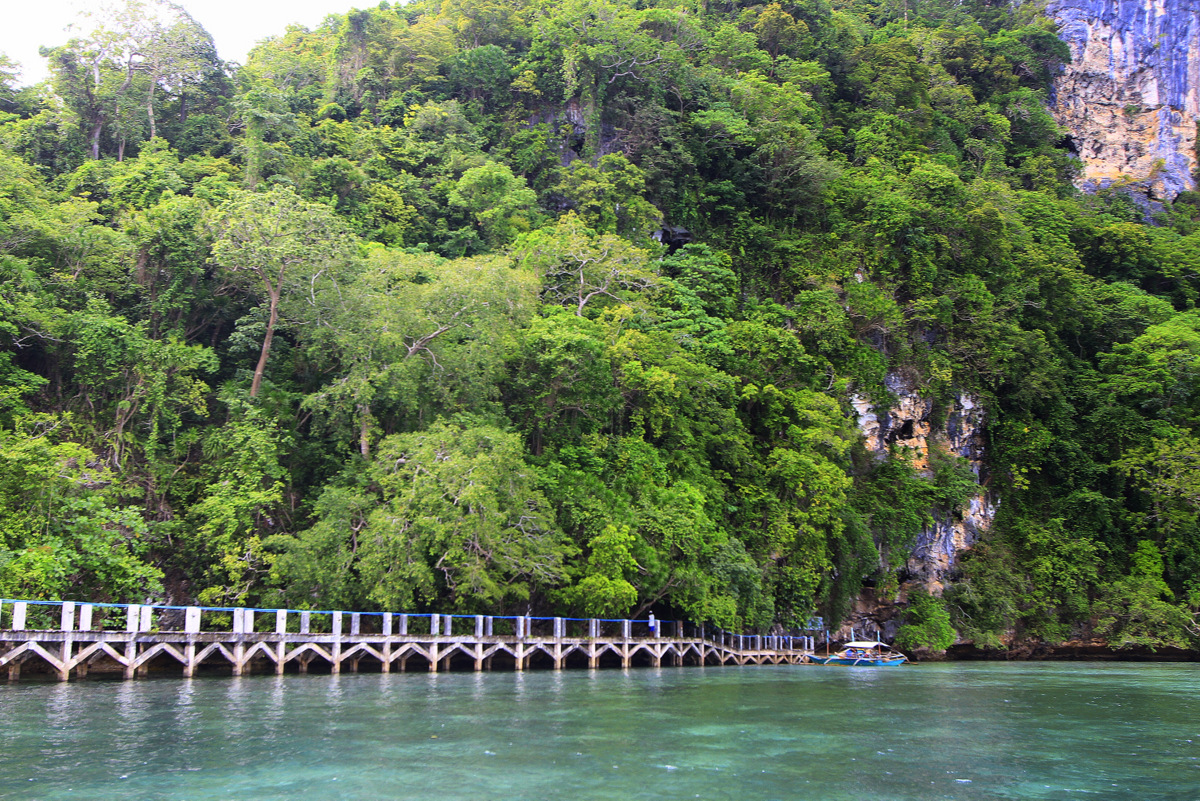
Las cuevas de Tabón, en 2014.

El origen de los habitantes de las cuevas de Tabón no han sido claramente identificados, pero se cree que llegaron desde Borneo a través de un puente terrestre, hundido en la actualidad.
Las cuevas de Tabón son un conjunto arqueológico con 215 cuevas, de las que únicamente se encuentran exploradas en la actualidad. 29.
Hoy en día, las cuevas donde habitó el hombre de Tabón se encuentran a poca distancia de la costa pero en su época, las cuevas se encontraban tierra adentro. En la actualidad se cree que este aumento del nivel del mar provocó que las cuevas se terminasen abandonando.
Además, también se hallaron restos de herramientas y elementos asociados a los huesos, como osamentas de diversos animales.
En la actualidad, el hombre de Tabón está expuesto en el Museo Nacional de Filipinas, en la localidad de Manila, y está considerada como una visita de interés general en el país.